# Knooppunt Holsloot
Knooppunt Holsloot is een Nederlands verkeersknooppunt op de kruising van de autosnelweg A37 en de N34 in Drenthe, tussen Emmen en Coevorden. Oorspronkelijk was deze aansluiting een afritconstructie van het type haarlemmermeeraansluiting, zoals bij knooppunt Hooipolder. Sinds 2002 is het knooppunt omgebouwd tot een volledig klaverblad.
Als noviteit werd hier voor het eerst gebruikgemaakt van dimbare verlichting in plaats van de normale vaste tijden waarop de verlichting aan en uit gaat, wat een grote kostenbesparing opleverde.

## Richtingen knooppunt
| Aansluitende wegen              | Aansluitende wegen                 | Aansluitende wegen | Aansluitende wegen | Aansluitende wegen                   |
| ------------------------------- | ---------------------------------- | ------------------ | ------------------ | ------------------------------------ |
|                                 |                                    |                    |                    | richting Borger / Gieten / Zuidlaren |
|                                 |                                    |                    |                    |                                      |
| richting Hoogeveen              | richting Klazienaveen / Meppen (D) |                    |                    |                                      |
|                                 |                                    |                    |                    |                                      |
| richting Coevorden / Hardenberg |                                    |                    |                    |                                      |

Almere · Amstel · Arnestein · Assen · Azelo · Badhoevedorp · Bankhoef · Batadorp · Beekbergen · Benelux · Beverwijk · Bodegraven ·  Boterdiep ·  Buren · Burgerveen · Coenplein · De Baars · De Hoek · De Hogt · De Nieuwe Meer · De Poel · De Punt · De Stok · Deil · Diemen · Drachten · Drie Klauwen · Eemnes · Ekkersweijer · Emmeloord · Empel · Euvelgunne · Everdingen · Ewijk · Galder · Gooimeer · Gorinchem · Gouwe · Grijsoord · Hattemerbroek · Heerenveen · Hellegatsplein · Het Vonderen · Hintham · Hoevelaken · Hofvliet · Holendrecht · Holsloot · Hoogeveen · Hooipolder · IJmuiden (niet officieel) · Joure · Julianaplein · Kerensheide · Kethelplein · Klaverpolder · Kleinpolderplein · Kooimeer · Kruisdonk · Kunderberg · Lankhorst · Leenderheide · Lunetten · Maanderbroek · Markiezaat · Muiderberg · Neerbosch · Noordhoek · Ommedijk · Oud-Dijk · Oudenrijn · Paalgraven · Princeville · Prins Clausplein · Raasdorp ·  Reitdiep ·  Ressen · Ridderkerk · Rijkevoort · Rijnsweerd · Rottepolderplein · Rozenburg · Sabina · Sint-Annabosch · Stelleplas · Slufter · Ten Esschen · Terbregseplein · Tiglia · Vaanplein · Valburg · Velperbroek · Velsen · Vlaardingen · Vught · Waterberg · Watergraafsmeer · Werpsterhoek · Westerlee · Ypenburg · Zaandam · Zaarderheiken · Zonzeel · Zoomland · Zuidbroek · Zurich

Geplande knooppunten:
De Liemers · Zestienhoven

Voormalige knooppunten:
Bocholtz · Ekkersrijt · Europaplein (Groningen) · Europaplein (Maastricht) · Lindenholt